# 금바위역
금바위역(金-驛)은 조선민주주의인민공화국 함경북도 청진시에 위치해있는 철도역이다.

## 역사
- 1945년 2월 1일 : 청암역(靑岩驛)으로 영업 개시[1]
- 일자 불명: 금바위역으로 개칭